# Pecténotoxine
Les pecténotoxines sont des toxines présentes chez des algues du genre Dinophysis et des mollusques bivalves qui en consomment, en Australie, au Japon, Nouvelle-Zélande, et Europe. Elles sont responsables d'intoxications alimentaires chez l'Homme : il s'agit alors de bivalves filtreurs comme les huîtres et les moules.
Les pecténotoxines sont des polyéthers. On en connaît 15 analogues qui ont été isolés et caractérisés.